# Jibek Kulambaeva
Jibek Kulambaeva (in kazako Жібек Құламбаева?; Almaty, 26 marzo 2000) è una tennista kazaka.

## Carriera
Jibek Kulambaeva ha vinto 6 titoli in singolare e 35 titoli nel doppio nel circuito ITF in carriera. Il 14 luglio 2025 ha raggiunto il best ranking in singolare raggiungendo la 300ª posizione mondiale, mentre il 26 maggio 2025 ha raggiunto la 115ª posizione in doppio.
Fa parte della squadra kazaka di Fed Cup compiendo il suo debutto nel 2018, dove ha un bilancio complessivo di 3 vittorie e 3 sconfitte.
Jibek fa la sua prima apparizione nel circuito maggiore all'Astana Open 2021, grazie ad una wildcard in quanto torneo casalingo, dove viene sconfitta nel primo turno dalla testa di serie numero 2 e futura campionessa del torneo Alison Van Uytvanck in due set. Riceve un invito anche nel doppio insieme alla connazionale Gozal' Aınıtdınova, ma anche in questo caso esce sconfitta all'esordio dalle teste di serie numero 2 la russa Anna Blinkova e la kazaka Anna Danilina.
Nel 2021, è diventata la tennista con il maggio numero di titoli nell'ITF Women's Circuit con un titolo in singolare e nove titoli in doppio, per un totale di dieci vittorie.
Nel 2023, Kulambaeva ha rappresentato il Kazakistan durante la United Cup e durante la Billie Jean King Cup.

## Statistiche ITF

### Singolare

#### Vittorie (6)
| Torneo $100.000 (0) |
| Torneo $80.000 (0)  |
| Torneo $75.000 (0)  |
| Torneo $60.000 (0)  |
| Torneo $50.000 (0)  |
| Torneo $40.000 (0)  |
| Torneo $25.000 (0)  |
| Torneo $15.000 (6)  |
| Torneo $10.000 (0)  |

| N. | Data              | Torneo                                          | Superficie  | Avversaria in finale  | Punteggio     |
|    | 20 gennaio 2019   | GD Tennis Cup, Adalia                           | Terra rossa | İpek Öz               | 2-0 canc.     |
| 1. | 15 settembre 2019 | Hotspring Peninsula ITF Women's Circuit, Anning | Terra rossa | Oleksandra Oliynykova | 6-3, 7-5      |
| 2. | 30 maggio 2021    | Shymkent Open, Şımkent                          | Terra rossa | Krystina Dzmitruk     | 7-5, 6-0      |
| 3. | 2 aprile 2023     | Antalya Series, Adalia                          | Terra rossa | Denisa Hindová        | 6-1, 6-3      |
| 4. | 28 maggio 2023    | Kursumlijska Banja Women's, Kuršumlijska Banja  | Terra rossa | Eleni Christofi       | 6-3, 6-1      |
| 5. | 7 luglio 2024     | Kursumlijska Banja Women's, Kuršumlijska Banja  | Terra rossa | Lisa Zaar             | 2-6, 6-4, 6-2 |
| 6. | 29 giugno 2025    | Kursumlijska Banja Women's, Kuršumlijska Banja  | Terra rossa | Draginja Vuković      | 6-4, 7-6(5)   |

#### Sconfitte (5)
| Torneo $100.000 (0) |
| Torneo $80.000 (0)  |
| Torneo $75.000 (0)  |
| Torneo $60.000 (0)  |
| Torneo $50.000 (0)  |
| Torneo $40.000 (0)  |
| Torneo $25.000 (2)  |
| Torneo $15.000 (3)  |
| Torneo $10.000 (0)  |

| N. | Data              | Torneo                                               | Superficie  | Avversaria in finale | Punteggio     |
| 1. | 30 settembre 2018 | Shymkent Open, Şımkent                               | Terra rossa | Dar'ja Lodikova      | 6(5)-7, 4-6   |
| 2. | 2 maggio 2021     | Egypt ITF World Tennis Tour, Il Cairo                | Terra rossa | Elina Avanesjan      | 6-3, 4-6, 4-6 |
| 3. | 1º maggio 2022    | Shymkent International Tournament, Şımkent           | Terra rossa | Tat'jana Prozorova   | 2-6, 4-6      |
| 4. | 4 settembre 2022  | International Women's Tournament Almaty Open, Almaty | Terra rossa | Ekaterina Maklakova  | 4-6, 6-1, 4-6 |
| 5. | 15 settembre 2024 | Punta Cana Women's, Punta Cana                       | Terra rossa | Karina Miller        | 5-7, 7-5, 1-6 |

### Doppio

#### Vittorie (35)
| Torneo $100.000 (2) |
| Torneo $80.000 (0)  |
| Torneo $75.000 (0)  |
| Torneo $60.000 (3)  |
| Torneo $50.000 (0)  |
| Torneo $40.000 (4)  |
| Torneo $25.000 (11) |
| Torneo $15.000 (15) |
| Torneo $10.000 (0)  |

| N.  | Data              | Torneo                                                       | Superficie  | Compagna             | Avversarie in finale                       | Punteggio              |
| 1.  | 21 aprile 2018    | Shymkent Open, Şımkent                                       | Terra rossa | Dariya Detkovskaya   | Polina Bachmutkina Dar'ja Lodikova         | 7-5, 6-4               |
| 2.  | 14 settembre 2019 | Hotspring Peninsula, Anning                                  | Terra rossa | Ma Yexin             | Liu Siqi Sheng Yuqi                        | 6-4, 6-3               |
| 3.  | 4 gennaio 2020    | Sahinler Cup Series, Adalia                                  | Terra rossa | Ma Yexin             | Ksenija Laskutova Anna Ureke               | 6-4, 6-2               |
| 4.  | 18 gennaio 2020   | Sahinler Cup Series, Adalia                                  | Terra rossa | Ma Yexin             | Ayaka Okuno Julyette Steur                 | 6–4, 1–6, [10–4]       |
| 5.  | 10 ottobre 2020   | Egypt ITF World Tennis Tour, Sharm el-Sheikh                 | Cemento     | Gozal' Aınıtdınova   | Jekaterina Dmitričenko Kamila Kerimbaeva   | 6–1, 2–6, [12–10]      |
| 6.  | 17 aprile 2021    | Shymkent Open, Şımkent                                       | Terra rossa | Gozal' Aınıtdınova   | Viktorija Dema Anna Ureke                  | 6–2, 5–7, [10–7]       |
| 7.  | 1º maggio 2021    | Egypt ITF World Tennis Tour, Il Cairo                        | Terra rossa | Nicole Fossa Huergo  | Elina Avanesjan Oana Gavrilă               | 6-3, 6-2               |
| 8.  | 1º maggio 2021    | Egypt ITF World Tennis Tour, Il Cairo                        | Terra rossa | Oana Gavrilă         | Yasmin Ezzat Clervie Ngounoue              | 6-4, 6-0               |
| 9.  | 29 maggio 2021    | Shymkent Open, Şımkent                                       | Terra rossa | Martyna Kubka        | Ekaterina Rejngol'd Ekaterina Šalimova     | 7–6(3), 5–7, [10–8]    |
| 10. | 5 giugno 2021     | Shymkent Open, Şımkent                                       | Terra rossa | Martyna Kubka        | Ekaterina Rejngol'd Ekaterina Šalimova     | 6-4, 6-4               |
| 11. | 31 luglio 2021    | Egypt ITF World Tennis Tour, Il Cairo                        | Terra rossa | Anastasija Suchotina | Mell Reasco Alica Rusová                   | 6-0, 6-0               |
| 12. | 7 agosto 2021     | Egypt ITF World Tennis Tour, Il Cairo                        | Terra rossa | Sandra Samir         | María Paulina Pérez Mell Reasco            | 7-5, 6-3               |
| 13. | 24 ottobre 2021   | Karaganda Open, Karaganda                                    | Cemento (i) | Martyna Kubka        | Tamara Čurović Elena Malõgina              | 7-5, 6-4               |
| 14. | 1º gennaio 2022   | Ganesh Naik ITF Women's Tennis Tournament, Navi Mumbai       | Cemento     | Diāna Marcinkēviča   | Anna Danilina Valerija Strachova           | 6-3, 4-6, [10-6]       |
| 15. | 23 aprile 2022    | Shymkent International Tournament, Şımkent                   | Terra rossa | Anastasija Suchotina | Ekaterina Maklakova Ksenija Zajceva        | 6-1, 6-4               |
| 16. | 30 aprile 2022    | Shymkent International Tournament, Şımkent                   | Terra rossa | Stéphanie Visscher   | Janel Rustemova Arujan Sagandikova         | 7-6(4), 6-1            |
| 17. | 26 giugno 2022    | Euro-Commerce Open, Prokuplje                                | Terra rossa | Prarthana Thombare   | Leyre Romero Gormaz Tara Würth             | w/o                    |
| 18. | 3 settembre 2022  | International Women's Tournament Almaty Open, Almaty         | Terra rossa | Ekaterina Jašina     | Amina Anšba Sof'ja Lansere                 | 7-6(4), 5-7, [10-8]    |
| 19. | 17 settembre 2022 | ForteVillage ITF Trophy, Pula                                | Terra rossa | Darja Semeņistaja    | Lu Jiajing Anita Wagner                    | 6-2, 6-2               |
| 20. | 1º aprile 2023    | Antalya Series, Adalia                                       | Terra rossa | Dar'ja Lodikova      | Jacqueline Cabaj Awad Martha Matoula       | 6-1, 6-4               |
| 21. | 20 maggio 2023    | Kuršumlijska Banja Women's, Kuršumlijska Banja               | Terra rossa | Martyna Kubka        | Aleksandra Azarko Viktorija Borodulina     | 6-3, 6-3               |
| 22. | 15 luglio 2023    | Torneo Internazionale Femminile Antico Tiro a Volo, Roma     | Terra rossa | Julija Hatoŭka       | Yuliana Lizarazo María Paulina Pérez       | 6-4, 6-4               |
| 23. | 2 settembre 2023  | Kuchyně Gorenje Prague Open, Praga                           | Terra rossa | Martyna Kubka        | Angelica Moratelli Camilla Rosatello       | 7-6(3), 6-4            |
| 24. | 16 settembre 2023 | Skopje Women's, Skopje                                       | Terra rossa | Justina Mikulskytė   | Rina Saigo Yukina Saigo                    | 6-3, 6-4               |
| 25. | 20 ottobre 2023   | Open Féminin 50, Cherbourg-en-Cotentin                       | Cemento (i) | Martyna Kubka        | Yasmine Mansouri Lara Salden               | 6-0, 6-3               |
| 26. | 4 novembre 2023   | Magic Tour by FTT, Monastir                                  | Cemento     | Gao Xinyu            | Alëna Falej Polina Iatcenko                | 6-0, 2-6, [10-7]       |
| 27. | 6 gennaio 2024    | ITF Pro Circuit Presented by SAT, Nonthaburi                 | Cemento     | Sapfo Sakellaridi    | Lanlana Tararudee Tsao Chia-yi             | w/o                    |
| 28. | 2 marzo 2024      | Federal Bank ITF, Gurgaon                                    | Cemento     | Ankita Raina         | Jacqueline Cabaj Awad Justina Mikulskytė   | 6-4, 6-2               |
| 29. | 27 aprile 2024    | Hammamet Open, Hammamet                                      | Terra rossa | Jasmijn Gimbrère     | Kaylah McPhee Ksenija Zajceva              | 6-4, 7-5               |
| 30. | 10 agosto 2024    | Slaskie Open, Bytom                                          | Terra rossa | Nicole Fossa Huergo  | Maryna Kolb Nadiia Kolb                    | 7–6(6), 6–2            |
| 31. | 21 settembre 2024 | AAT Tucumán Women's, San Miguel de Tucumán                   | Terra rossa | Nicole Fossa Huergo  | María Paulina Pérez Aurora Zantedeschi     | 6-3, 4-6, [10-7]       |
| 32. | 5 ottobre 2024    | São Paulo Torneio Internacional de Tênis Feminino, San Paolo | Terra rossa | Nicole Fossa Huergo  | Elenē Christofē Aurora Zantedeschi         | 3-6, 6-2, [10-4]       |
| 33. | 23 novembre 2024  | Lousada Indoor Open, Lousada                                 | Cemento (i) | Julija Hatoŭka       | Polina Iatcenko Hanne Vandewinkel          | 6–3, 1–6, [10–4]       |
| 34. | 19 aprile 2025    | Open Villa de Madrid, Madrid                                 | Terra rossa | Nicole Fossa Huergo  | Marina Bassols Ribera Andrea Lázaro García | 7-6(7), 6(4)-7, [10-7] |
| 35. | 4 maggio 2025     | Wiesbaden Tennis Open, Wiesbaden                             | Terra rossa | Darja Semeņistaja    | Jesika Malečková Miriam Škoch              | 4-6, 6-3, [11-9]       |

#### Sconfitte (18)
| Torneo $100.000 (0) |
| Torneo $80.000 (0)  |
| Torneo $75.000 (0)  |
| Torneo $60.000 (3)  |
| Torneo $50.000 (0)  |
| Torneo $40.000 (3)  |
| Torneo $25.000 (5)  |
| Torneo $15.000 (5)  |
| Torneo $10.000 (2)  |

| N.  | Data              | Torneo                                                 | Superficie  | Compagna            | Avversarie in finale                     | Punteggio           |
| 1.  | 24 settembre 2016 | Shymkent Open, Şımkent                                 | Terra rossa | Anna Iakovleva      | Janina Darišina Dar'ja Lodikova          | 3-6, 3-6            |
| 2.  | 1º ottobre 2016   | Shymkent Open, Şımkent                                 | Terra rossa | Anna Ukolova        | Uljana Ajzatulina Margarita Lazareva     | 2-6, 3-6            |
| 3.  | 23 settembre 2017 | Shymkent Open, Şımkent                                 | Terra rossa | Dariya Detkovskaya  | Ksenia Palkina Mariana Dražić            | 5–7, 6–3, [8–10]    |
| 4.  | 30 settembre 2017 | Shymkent Open, Şımkent                                 | Terra rossa | Dariya Detkovskaya  | Ksenia Palkina Mariana Dražić            | 5-7, 2-6            |
| 5.  | 6 aprile 2019     | Soho Square Egypt, Sharm el-Sheikh                     | Cemento     | Katarina Kuzmová    | Thasaporn Naklo Mananchaya Sawangkaew    | 3-6, 5-7            |
| 6.  | 20 aprile 2019    | Shymkent Open, Şımkent                                 | Terra rossa | Dariya Detkovskaya  | Tamara Čurović Anastasija Zacharova      | 5-7, 2-6            |
| 7.  | 12 maggio 2019    | Lyttos Beach ITF World Tour, Heraklion                 | Terra rossa | Vanda Lukács        | Maya Tahan Draginja Vuković              | w/o                 |
| 8.  | 4 giugno 2022     | Internazionali Femminili di Tennis di Brescia, Brescia | Terra rossa | Diāna Marcinkēviča  | Nuria Brancaccio Lisa Pigato             | 4-6, 1-6            |
| 9.  | 13 agosto 2022    | KAZZINC Open Women's International Tournament, Öskemen | Cemento     | Ekaterina Kazionova | Ekaterina Maklakova Aleksandra Pospelova | 6(5)-7, 1-6         |
| 10. | 28 gennaio 2023   | NECC-Deccan ITF Women's Tournament, Pune               | Cemento     | Gozal' Aınıtdınova  | Ankita Raina Prarthana Thombare          | 6-4, 5-7, [8-10]    |
| 11. | 15 aprile 2023    | ForteVillage ITF Trophy, Pula                          | Terra rossa | Sapfo Sakellaridi   | Mariana Dražić Anastasija Gasanova       | 5-7, 4-6            |
| 12. | 13 maggio 2023    | Bastad Women's, Båstad                                 | Terra rossa | Martyna Kubka       | Jenny Dürst Fanny Östlund                | 4-6, 7–6(3), [7-10] |
| 13. | 22 luglio 2023    | ITS Cup, Olomouc                                       | Terra rossa | Darja Semeņistaja   | Magdaléna Smékalová Tereza Valentová     | 2-6, 2-6            |
| 14. | 12 agosto 2023    | Kunming Open, Anning                                   | Terra rossa | Lanlana Tararudee   | Guo Hanyu Jiang Xinyu                    | 2-6, 0-6            |
| 15. | 14 settembre 2024 | Punta Cana Women's, Punta Cana                         | Terra rossa | Sahaja Yamalapalli  | Ariana Arseneault Kayla Cross            | 1-6, 7-5, [8-10]    |
| 16. | 28 settembre 2024 | Pilar Women's Open, Pilar                              | Terra rossa | Nicole Fossa Huergo | Carolina Alves Julia Riera               | 4-6, 5-7            |
| 17. | 15 febbraio 2025  | Antalya Series, Adalia                                 | Terra rossa | Nicole Fossa Huergo | Li Yu-yun Li Zongyu                      | 2–6, 6–2, [6–10]    |
| 18. | 24 maggio 2025    | Kuršumlijska Banja Open, Kuršumlijska Banja            | Terra rossa | Freya Christie      | Ayla Aksu Anna Sisková                   | 4-6, 2-6            |